# Opération Vektor
Opération Vektor est la cinquante-septième histoire de la série Les Aventures de Buck Danny de Frédéric Zumbiehl. Elle est publiée sous forme d'album en 2019. Elle est la deuxième partie d'une trilogie.

## Résumé
Lady X et son équipe se sont échappés de l'antarctique et rejoignent discrètement une base secrète en Terre de Feu après avoir changé d'avion sur la banquise. Le plan du Cercle pour qui Lady X travaille étant de pulvériser le virus à travers les États-unis puis de vendre l'antidote au prix fort aux autres pays. Aidé par des capteurs météorologiques, Buck arrive néanmoins à retrouver la trace de l'avion.
Rejoints par le porte-avion russe Kouznetsov, les forces chiliennes et argentines, ils quadrillent la Terre de Feu à la recherche de la base sans résultat. L'équipe parti en hélicoptère du Charles de Gaulle pour trouver un antidote au virus est victime d'un sabotage et l'échantillon de virus est détruit dans l'explosion. Natalya sortie du coma déclare à Buck qu'elle connait l'emplacement de la base de Lady X. Elle, Buck et Sonny partent en Osprey mais arrivés sur place Natalya les trahit. Emprisonnés, ils sont ensuite contaminés par le virus puis ramenés à la vie par son antidote.
Aidé par Viktor Tokov, un agent double, ils s'échappent en 4X4 mais sont rapidement retrouvé par Lady X qui pilote l'Osprey. Tumbler arrivé à la rescousse en F-35 tombe dans le piège tendu par Lady X avec l'aide d'un sosie de Buck et Natalya. Elle détruit à coup de lance-missile l'iceberg où se trouvaient Buck et Sonny les plongeant dans l'eau glacée et s'empare ensuite du F-35, en abandonnant Tumbler...

## Contexte historique
Le sujet de fond de cet album est une attaque bioterroriste à base d'arme biologique virale.
Le programme de guerre biologique américain a vu le jour pendant la Seconde Guerre mondiale mais s'est interrompu en 1969, lorsque le président Richard Nixon l'a finalement jugé inadéquat et a ordonné la destruction de tout l'arsenal biologique des États-Unis. Cette décision était en partie motivée par la constitution d'une défense nucléaire basée sur la dissuasion, qui rendait apparemment inutile le développement d'armes biologiques dont d'autres pays pourraient aussi se doter.
Plusieurs pays possèdent en 2020 un programme de guerre biologique. Le département de la Défense américain soupçonne une dizaine de pays de poursuivre des programmes de guerre biologique dont la Russie, Israël, la Chine, l'Iran, la Libye, la Syrie et la Corée du Nord. Le programme irakien a pour sa part été anéanti après la première guerre du Golfe.
Les armes biologiques offensives sont néanmoins interdites par le traité multilatéral de 1972, dont le but était l'élimination des systèmes d'armes biologiques. En 1996, ce traité avait été signé par 137 pays.
Par opposition à la bombe atomique, les armes biologiques sont bon marché et nécessitent peu d’infrastructures pour leur production et leur stockage. Elles sont donc plus discrètes. En effet, s’il est extrêmement difficile de camoufler une usine fabriquant l’arme nucléaire, il est en revanche aisé de maquiller un laboratoire de production d’armes biologiques en un laboratoire de recherche tout à fait ordinaire. De plus, même s’il est délicat de rendre efficace une arme biologique, il est relativement simple de s’en procurer, et le manque d’efficacité est comblé par l’effet de panique provoqué.
Enfin, le cœur du problème de l’apparition du bioterrorisme est le lien très fort entre la guerre et la science. Particulièrement pendant la guerre froide, période durant laquelle l’équilibre de la terreur entre les deux Blocs ne s’est maintenu que par une course permanente à l’armement incluant les armes de dissuasion telle la bombe atomique, la plus connue car la plus spectaculaire arme de destruction massive, mais aussi les armes biologiques, dont des stocks impressionnants ont été constitués à l’abri des regards indiscrets.

## Personnages
- Buck Danny
- Jerry Tumbler
- Sonny Tuckson
- Lady X
- Natalya Shemyova
- Docteur XI
- Viktor Tokov
- Tom Nolane, protagoniste de la série Team Rafale (caméo).